# アイ・クリエイト (渋谷区)
有限会社アイ・クリエイト（英文社名；i Create inc.）は、青森県八戸市に本社を置く映画企画配給宣伝を主としたコンテンツプロデュース会社。

## 沿革
- 2004年12月 - 工藤騰（くどう のぼる）が、バイク便コンサルティング会社(有)アットワークから独立し東京都千代田区東神田に設立。
- 2009年6月 - 芸能プロダクション事業部を分社化させ、「有限会社アイプロダクション」を設立。アイプロダクションは、株式会社フェイスネットワークの傘下に加入。
- 2010年4月 - 「有限会社アイ・クリエイト ジャパンネットチャンネル事業局」名義で、Ustream上に「JNC（ジャパンネットチャンネル、JapanNetChannel）」を開局。
- 2010年7月2日 - ライブストリーミングでの有料ネット連続ドラマ「美人坂」の放送が開始[1]。
- 2010年8月6日 - プロジェクト再構築を理由に突如「美人坂」の放送を打ち切り[2]。
- 2010年9月 - ストリーミング事業撤退によりJNCの公式ホームページを削除。
- 2011年7月 - 本社を青森県八戸市に移転。
- 2012年 - 八戸市が舞台の映画「ライアの祈り」（原作：森沢明夫/主演：鈴木杏樹,宇梶剛士/監督：黒川浩行）協力プロデューサーにて参画、2015年6月全国公開する。

## 概要
アメリカ・ニューヨーク市に支店（1178 Broadway, Suite 307, Newyork, NY 10001）を持ち、Yasu Inoueという人物がプロデューサーを務めている。また、代表取締役の工藤騰は有限会社アイ・クリエイト代表名義で、「ごのへ農商工連携同友会」（青森県三戸郡五戸町・五戸町商工会主催）の専務理事を務めている。

## かつて所属していたタレント
- 金子さとみ（元AKB48研究生）
- 桜井恵美
- 清水麻奈
- 中西里菜（元AKB48）
- 吉乃利奈

## 製作番組
『美人坂』（びじんざか）とは、Ustream上の放送局「JNC」にて、2010年7月2日から8月6日まで、毎週金曜日（21:00 - 21:58）に放送していた有料ネットドラマである。当初は、2010年9月17日までの全12話の放送を予定していたが、「プロジェクト再構築」を理由に第6話で放送を打ち切った。

### あらすじ
東京の下町に本当の名前はわからないが、通称「美人坂」といわれる場所がある。美人坂と言われるようになった理由は、この坂の上にある一軒のアパートが原因。アパートとは言っても女性専用のシェアハウスのようなもので、何故か皆美人ばかりが入居してくる。そして、その様子をいつも坂の下の住人「おせっかいおばさんの民子」が噂するようになり、いつの間にか美人坂と言う名前が付いたのであった。このシェアハウスの住人は1号室「女子大生のユカ」、2号室「留学生のヒョンリ」、3号室「OLのユウ」、4号室「読者モデルのレイコ」、5号室「バツイチのミユキ」、6号室「帰国子女のエミ」、7号室「キャバクラ嬢のナナ」、8号室は毎回様々な設定のゲストがやって来る。そして、そこに出入りする「出前のケンちゃん」が狂言廻しとなり、恋愛やファッション、政治経済などの時事ネタを交え、リアルタイムに展開して行く女子力トーク満載のラブコメディである。

### 登場人物
- ユカ（21） - 里久鳴祐果（女子大生役）
- ヒョンリ（24） - 玄里（留学生役）
- ユウ（23） - 中村優（OL役）
- レイコ（21） - 伊藤れいこ（読者モデル役）
- ミユキ（24） - 丸尾みゆき（バツイチ役）
- エミ（27） - 伊藤えみ（帰国子女役）
- ナナ（26） - 華彩なな（キャバクラ嬢役）
- ケンちゃん - 丹野延一（ピザ屋店員役）

### ゲスト出演
- 牧田麻耶 - 第1話
- 岡田茉奈 - 第2話
- 気谷ゆみか - 第3話
- 藤井梨花 - 第4話
- 鶴田まゆ - 第5話
- 恒吉梨絵 - 第6話
- 小田島渚 - 第7話（放送打ち切りのため出演せず）
- 山口沙紀 - 第8話（同上）
- 石川紗彩 - 第9話（同上）
- 下川友子 - 第10話（同上）
- 鴨志田えみり - 第11話（同上）
- 時東ぁみ - 第12話（同上）